# Knut Elstermann

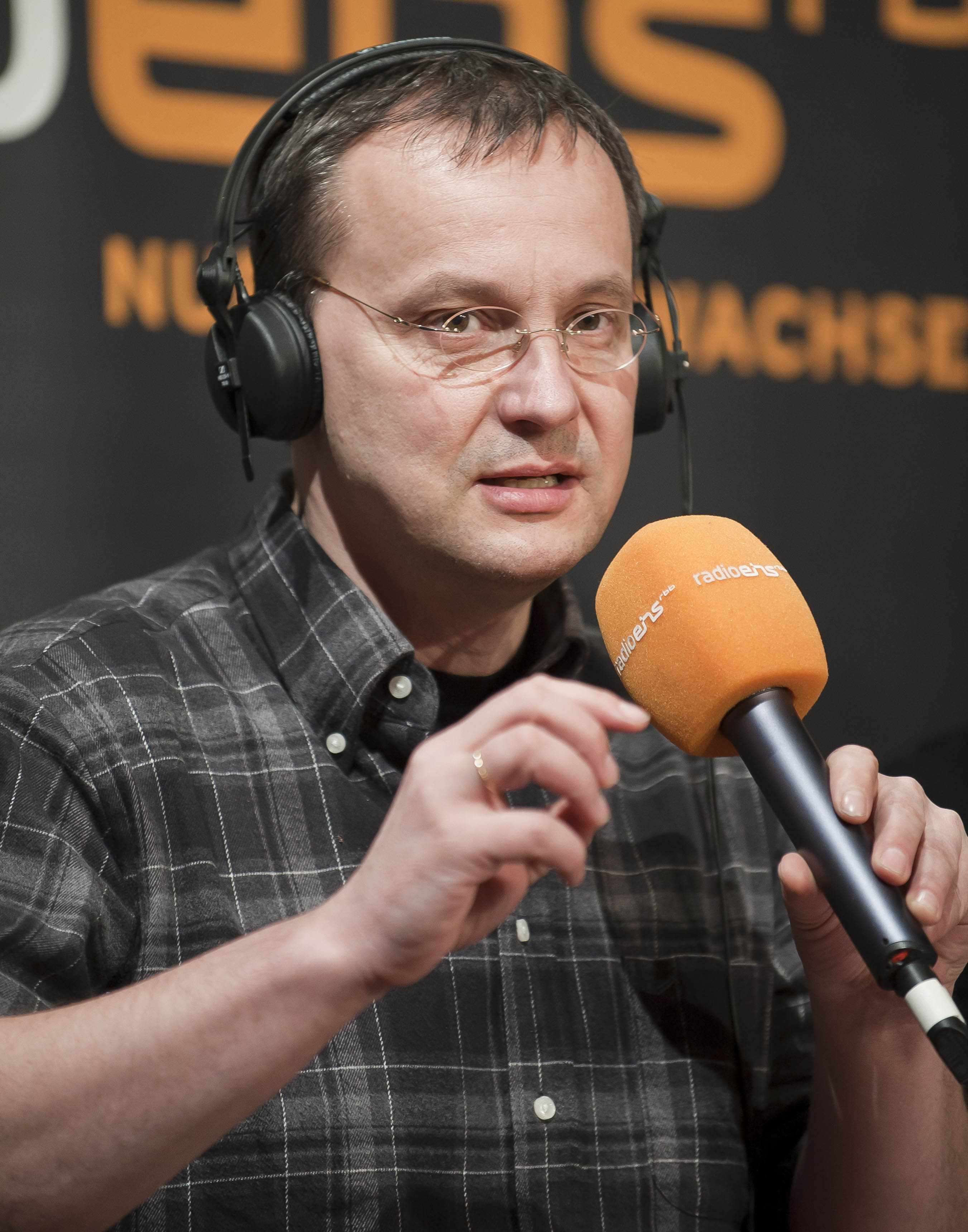
Knut Elstermann auf der Berlinale 2009

Knut Elstermann (* 4. August 1960 in Ost-Berlin) ist ein deutscher Filmkritiker, Moderator, Regisseur und Drehbuchautor.

## Leben
Elstermann wuchs in der Winsstraße in Berlin-Prenzlauer Berg auf, über die er 2013 ein Buch schrieb. Er studierte von 1982 bis 1986 an der Sektion Journalistik an der Karl-Marx-Universität Leipzig. Anschließend war er bis 1989 in der Nachrichtenredaktion der Tageszeitung Neues Deutschland tätig und schrieb für die DDR-Kinozeitschrift Filmspiegel. Danach moderierte er bis mindestens 1993 beim Jugendradio DT64 und MDR Sputnik.
1992 begann Elstermann seine Tätigkeit als Filmkritiker und Journalist beim ORB, der er auch nach der Fusion mit dem Sender Freies Berlin (SFB) 2003 im Rundfunkhaus RBB nachgeht. Er moderierte zunächst vor allem bei Radio Brandenburg. Mit dem Aufgehen des Senders in Radio Eins im Jahr 1997 erhielt er am Samstag ein eigenes Format: 12 Uhr mittags – Das Filmmagazin. Von seinen Moderatorenkollegen wird er als Kino King Knut angekündigt. Seit vielen Jahren moderiert und reflektiert er auf Radio Eins die Internationalen Filmfestspiele (Berlinale). Elstermann arbeitet auch für den MDR, das RBB-Fernsehen und Arte. In den Jahren 2005 und 2006 moderierte er gemeinsam mit dem Autor, Filmemacher und Schauspieler Detlev Buck das TV-Format Cinemaltalk auf N24. Außerdem schreibt er Kritiken als freier Filmjournalist (unter anderem in der Berliner Zeitung).
Als Autor befasst sich Elstermann neben der Geschichte des Kinos in Russland, Israel und der DDR mit zeitgeschichtlichen Themen. In seinem Buch Gerdas  Schweigen beschreibt er das Leben der Gerda Schrage, die von den Nationalsozialisten ins KZ Auschwitz deportiert wurde. Nach mehrmaligen persönlichen Gesprächen in New York gelang es Elstermann, die beste Freundin seiner Großmutter nach 60 Jahren dazu zu bewegen, über ihr Schicksal zu sprechen. Unter dem Titel Gerdas Schweigen wurde das Buch 2008 von Britta Wauer dokumentarisch verfilmt. 2003 schuf er den Dokumentarfilm In One Breath: Alexander Sokurov's Russian Ark, ein Bericht über die Entstehung des gleichnamigen One-Shot-Films von Alexander Sokurow. Bei der Filmreihe rbb QUEER des rbb Fernsehen, bei der seit 2018 Spielfilme zu LGBT-Themen gezeigt werden, kommentiert Elstermann diese als Filmexperte mit Hintergrundinformationen. Mit dem Dokumentarfilm Sorben ins Kino! untersucht er Werk und Geschichte sorbischer Filmschaffender.
Auf der Leinwand war Knut Elstermann im Spielfilm Halbe Treppe (2002) von Andreas Dresen als Radiomoderator zu sehen. Anlässlich der 73. Berlinale 2023 zeichnete die AG Verleih Knut Elstermann mit dem Ehrenpreis der unabhängigen Filmverleiher aus.
Elstermann ist Sammler bildender Kunst.

## Veröffentlichungen
- Gerdas Schweigen. Die Geschichte einer Überlebenden. be.bra Verlag, Berlin 2005, ISBN 978-3-89809-072-8.
- Klosterkinder. Deutsche Lebensläufe am Gymnasium zum Grauen Kloster in Berlin. be.bra Verlag, Berlin 2009, ISBN 978-3-8148-0168-1.
- Früher war ich Filmkind. Die DEFA und ihre jüngsten Darsteller. Das Neue Berlin, Berlin 2011, ISBN 978-3-360-02114-4.
- Meine Winsstraße. Berliner Orte. be.bra Verlag, Berlin 2013, ISBN 978-3-89809-107-7.
- Dagmar Manzel: Menschenskind. Eine Autobiographie in Gesprächen mit Knut Elstermann. Aufbau, Berlin 2017, ISBN 978-3-351-03649-2.
- Der Canaletto vom Prenzlauer Berg. Der Maler Konrad Knebel. be.bra Verlag, Berlin 2020, ISBN 978-3-89809-174-9.
- Im Gespräch. Knut Elstermann befragt ostdeutsche Filmstars, be.bra Verlag, Berlin 2021, ISBN 978-3-86124-748-7.

## Filmografie
Regie
- 2003: In One Breath: Alexander Sokurov's Russian Ark (Dokumentarfilm)
- 2016: Hier dreht die DEFA! (Dokumentarfilm)
- 2018: So klang die DEFA – Filmmusik aus Babelsberg (Dokumentarfilm)
- 2020: Sorben ins Kino! Auf der Suche nach dem sorbischen Film (Dokumentarfilm)
- 2021: Utopia in Babelsberg – Science Fiction aus der DDR (Dokumentarfilm)

Drehbuch
- 2003: In One Breath: Alexander Sokurov's Russian Ark (Dokumentarfilm)
- 2018: So klang die DEFA – Filmmusik aus Babelsberg (Dokumentarfilm)
- 2021: Utopia in Babelsberg – Science Fiction aus der DDR (Dokumentarfilm)

Schauspieler
- 2002: Halbe Treppe
- 2011: Halt auf freier Strecke
- 2012: Rosas Welt – 70 neue Filme von Rosa von Praunheim